# Calamian-szarvas
A Calamian-szarvas (Hyelaphus calamianensis) az emlősök (Mammalia) osztályának párosujjú patások (Artiodactyla) rendjébe, ezen belül a szarvasfélék (Cervidae) családjába és a szarvasformák (Cervinae) alcsaládjába tartozó faj.

## Előfordulása
A Calamian-szarvas fülöp-szigeteki Palawan tartományhoz tartozó Calamian-szigetcsoportján honos, innen kapta a nevét. Eme szigetországnak a három szarvasfaja közül az egyik; a másik kettő a fülöp-szigeteki számbárszarvas (Rusa marianna), illetve az Alfréd-szarvas (Rusa alfredi).

## Megjelenése
Ez a szarvasfaj a fejétől a farkáig 105–115 centiméteres. A kifejlett bika marmagassága 60-65 centiméter. Az agancsának csak három elágazása van. Ellentétben a disznószarvassal (Hyelaphus porcinus), a gidák nem foltosak.

## Életmódja
E szigeteken található füves pusztákon és nyílt erdőkben él. Általában 7-14 fős csordákban mozog, de 27 egyedből állót is észrevettek a kutatók. A Calamian-szigetcsoporton az emberen kívül alig van ellensége; a ragadozó madarak és a pitonok fognak meg belőlük. Ha semmi sem fogta meg ezt a szarvast, akkor elérheti a 12-20 éves kort is.

## Szaporodása
A vemhesség időtartama 180 nap, a tehén 1, ritkán 2 utódot hoz világra. Az elválasztás a gidák 6 hónapos kora körül történik. Az ivarérettséget 8-12 hónapos korban érik el.

## Veszélyeztetettsége
Az Természetvédelmi Világszövetség (IUCN) veszélyeztetett fajként tartja számon. Ez az állat rajta van a Washingtoni egyezmény (CITES) 1. listáján, a különösen veszélyeztetett fajokról szólón, mely tiltja a vele való nemzetközi kereskedelmet.

## Fordítás
- Ez a szócikk részben vagy egészben  a   Calamian deer című angol Wikipédia-szócikk ezen változatának fordításán alapul.  Az eredeti cikk szerkesztőit annak laptörténete sorolja fel. Ez a jelzés csupán a megfogalmazás eredetét és a szerzői jogokat jelzi, nem szolgál a cikkben szereplő információk forrásmegjelöléseként.